# Catashi
Catashi is een buurt op het eiland Aruba. Het ligt ongeveer in het midden van het eiland, op enkele kilometers afstand van Oranjestad en het nationaal park Arikok. Catashi heeft maar een paar inwoners en staat daarom niet op kaarten. De plaats ligt op 3 kilometer afstand op Daimari Beach, waar een paardenmanege is gevestigd.